# Meriola puyehue
Meriola puyehue là một loài nhện trong họ Trachelidae.
Loài này thuộc chi Meriola. Meriola puyehue được miêu tả năm 1995 bởi Norman I. Platnick & Ewing.